# София (Дрокиевский район)
София (рум. Sofia) — село в Дрокиевском районе Молдавии. Относится к сёлам, не образующим коммуну.

## География
Село расположено на высоте 169 метров над уровнем моря.

## Население
По данным переписи населения 2004 года, в селе София проживает 4823 человека (2298 мужчин, 2525 женщин).
Этнический состав села:
| Национальность | Число жителей | Процентный состав |
| -------------- | ------------- | ----------------- |
| молдаване      | 4719          | 97.84             |
| румыны         | 44            | 0.91              |
| украинцы       | 19            | 0.39              |
| русские        | 17            | 0.35              |
| цыгане         | 13            | 0.27              |
| поляки         | 1             | 0.02              |
| гагаузы        | 1             | 0.02              |
| прочие         | 9             | 0.19              |
| Всего          | 4823          | 100%              |

## Известные уроженцы
- Филипп, Николай Дмитриевич (1926—2009) — молдавский физик, почётный член Академии наук Молдавии.
- Бужор, Валерий Георгиевич (род. 1958) — молдавский криминалист, ректор Института уголовного права и прикладной криминологии.